# Фідик
Фі́дик (пол. Fidyk) – українське та польське прізвище. Станом на 2025 рік в Україні налічується 168 носіїв цього прізвища, більшість із яких проживає в Дрогобицькому районі та Стрийському районі Львівської області.

## Походження

### Бойківська гіпотеза
У другій частині словника Онишкевича Михайла Йосиповича «Словник бойківських говірок» міститься слово «фу́дик», яке означає «поршень». Імовірно, прізвище походить від прізвиська, а згодом відбувся фонетичний перехід у → і.

### Іменна гіпотеза
Існує також гіпотеза, що прізвище утворилося як скорочена форма латинського імені Фіделіс (лат. Fidelis).

## Поширення
В Україні носії прізвища Фідик зосереджені переважно у Львівській області: найбільше їх живе в місті Дрогобич (42 особи). Окрім неї, невелика кількість носіїв мешкає в Івано-Франківській області (12 осіб) та Хмельницькій області (9 осіб).
За межами України прізвище Фідик найчастіше зустрічається у Польщі (266 осіб), з яких близько половини проживає в Сілезькому воєводстві (118 осіб), ще 76 осіб — у Лодзькому воєводстві, решта розпорошена іншими регіонами.
Невелика кількість носіїв також проживають у Німеччині (90 осіб), Австралії (5 осіб), Аргентині (2 особи). Відомо про окремих носіїв у США, Росії та Канаді, хоча точна статистика відсутня.
У Великій Британії, основному в Уельсі, поширене співзвучне прізвище Фіддік (англ. Fiddick). Носії цього ж прізвища зустрічаються також в колишніх британських володіннях, проте зв’язок між прізвищами Фідик і Фіддік наразі не підтверджений.

## Відомі особи

### Фідик Анджей (1953)
Народився 1953 року в місті Варшава, кінорежисер-документаліст, професор та викладач Катовіцької кіношколи. «Дефілада» (1989 р.) – найвідоміша стрічка автора, яка зафільмувала святкування 40-ї річниці заснування КНДР.

### Фідик Володимир Іванович (1982)
Народився 28 березня 1982 року в місті Дрогобич, співак, у 2019 балотувався депутатом до Верховної ради України від 121 округу.

### Фідик Елізавета Варфоломіївна (1673-?)
Народилася 1673 року в місті Пінчів, що сьогодні входить до Свентокшиського воєводства. Згадується у списках новонароджених Пінчівської парафії як дочка Варфоломія та Елізавети. Є найстарішим задокументованим носієм прізвища.

### Фідик Іван Григорович (1947)
Народився 27 квітня 1947 року в селі Долішній Лужок, публіцист та поет, член Національної спілки журналістів України. Редактор старосамбірського часопису «Прикарпаття», а також місцевих газет «Довкілля і ми», «Гомін лісу».

### Фідик Мирон Іванович (1910-?)
Народився в 1910 році в селі Брониця (Дрогобицький район), учасник Другої світової війни, кавалер Ордена Вітчизняної війни ІІ ступеня.

## Додатково

### Фідики в творчість Івана Франка
Серед носіїв прізвища Фідик було багато священників. Так Іван Франко, побувавши в Турці в 1892 році, описав місцеве віче, згадавши отця Фідика з Розлуча, який був сином селянина з Долішнього Лужка.